# Nini Andrade
Isabel Maria "Nini" Andrade Silva OIH (Funchal, 1962) é uma designer de interiores e pintora portuguesa, natural da ilha da Madeira. Nini Andrade tem ateliês de design de interiores no Funchal, em Lisboa e fora de Portugal.

## Biografia
Formou-se em Design no Instituto de Artes Visuais, Design e Marketing (IADE), em Lisboa. Para além da área do design de mobiliário, trabalha também na pintura.
Em 2014, remodelou os sete hotéis da cadeia hoteleira Movich, na Colômbia. Já desenhou também os interiores de hotéis em vários pontos de Portugal e no Brasil, por exemplo.
Em outubro de 2015 abriu o seu primeiro design centre no Funchal, no Forte de Nossa Senhora da Conceição do Ilhéu.

## Prémios
Entre outros, venceu o prémio International Design & Architecture de 2011 com os móveis da linha de mobiliário "Garota do Calhau".
Em 10 de junho de 2011, foi distinguida com o grau de Oficial da Ordem do Infante D. Henrique pelo então presidente Aníbal Cavaco Silva.
Em 2020, ganha o Master Imobiliário, na categoria Profissional, Oportunidade Estratégica pelo trabalho realizado no W São Paulo Hotel  & Residences (São Paulo, Brasil). Nesse mesmo ano, ganha também  "The International Hotel & Properties Awards!", na categoria Hotel Under 50 Rooms – Europe, pelo trabalho realizado no Madalena Beautique Hotel (Lisboa, Portugal).
Ganha, em 2022, o Prémio Femina, na categoria de Empreendedorismo e Humanitarismo.

## Galeria

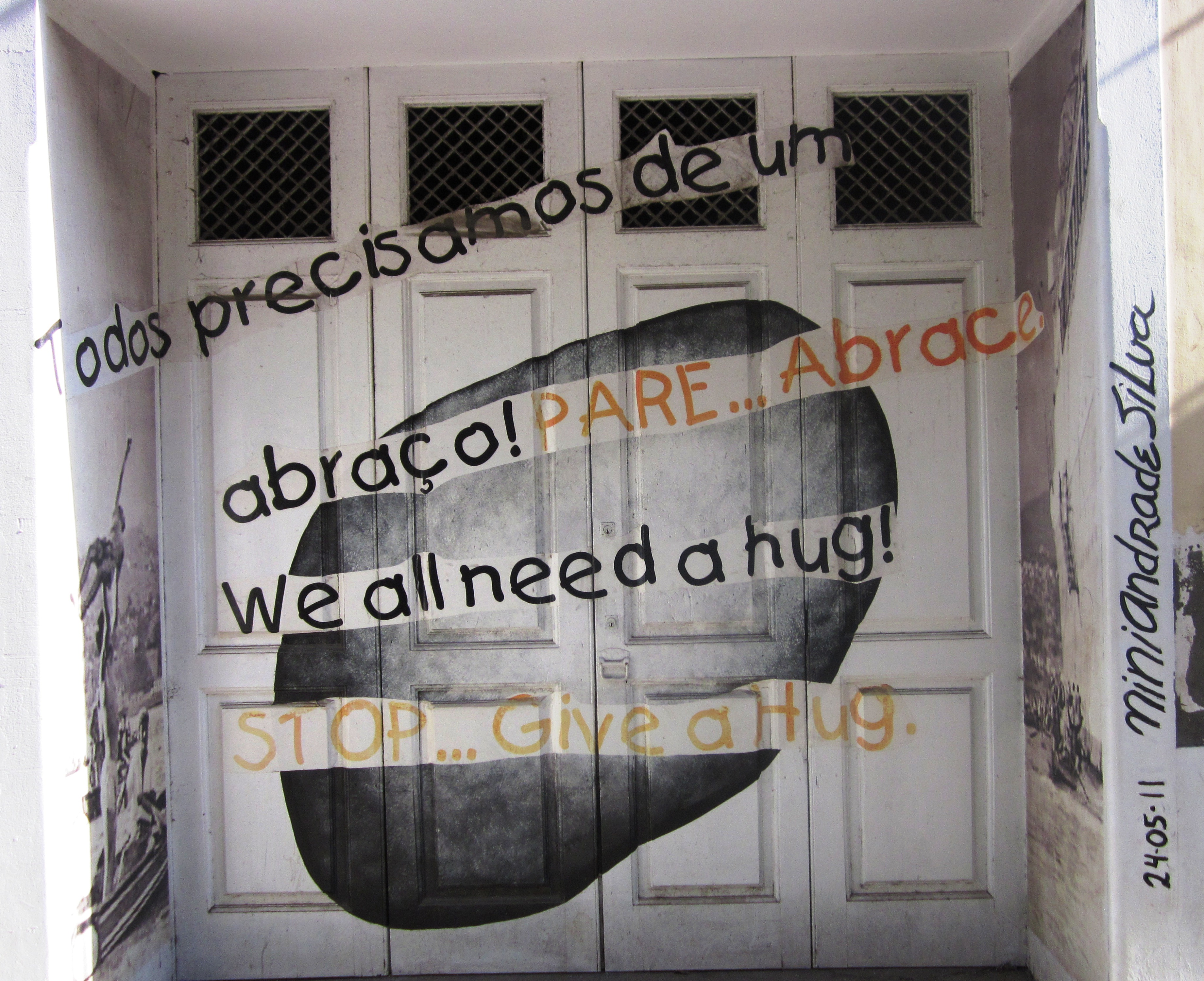
Porta pintada por Nini Andrade no Funchal como parte do projeto Arte de Portas Abertas
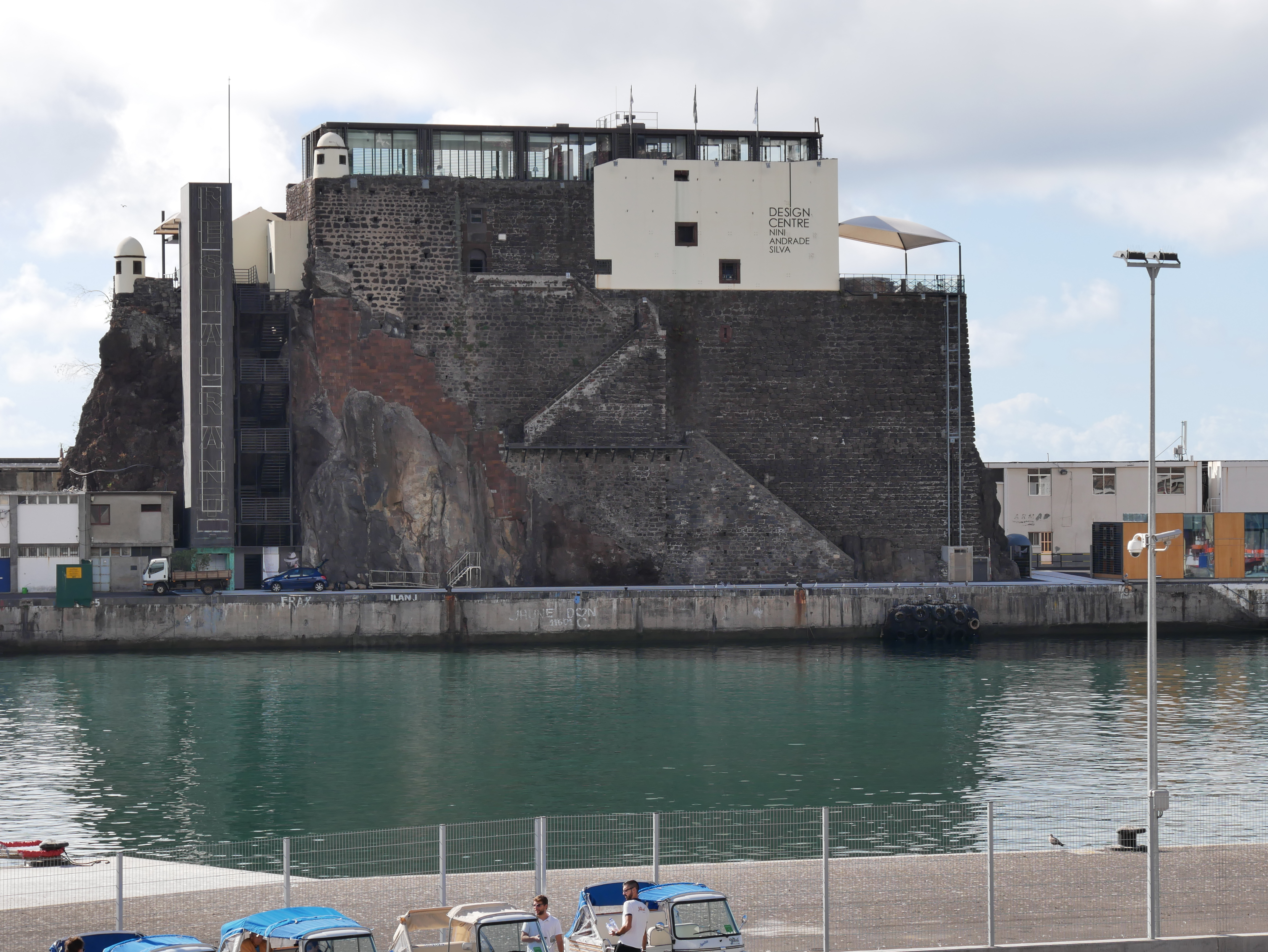
Fortaleza de Nossa Senhora da Conceição, onde se localiza o Design Centre Nini Andrade Silva
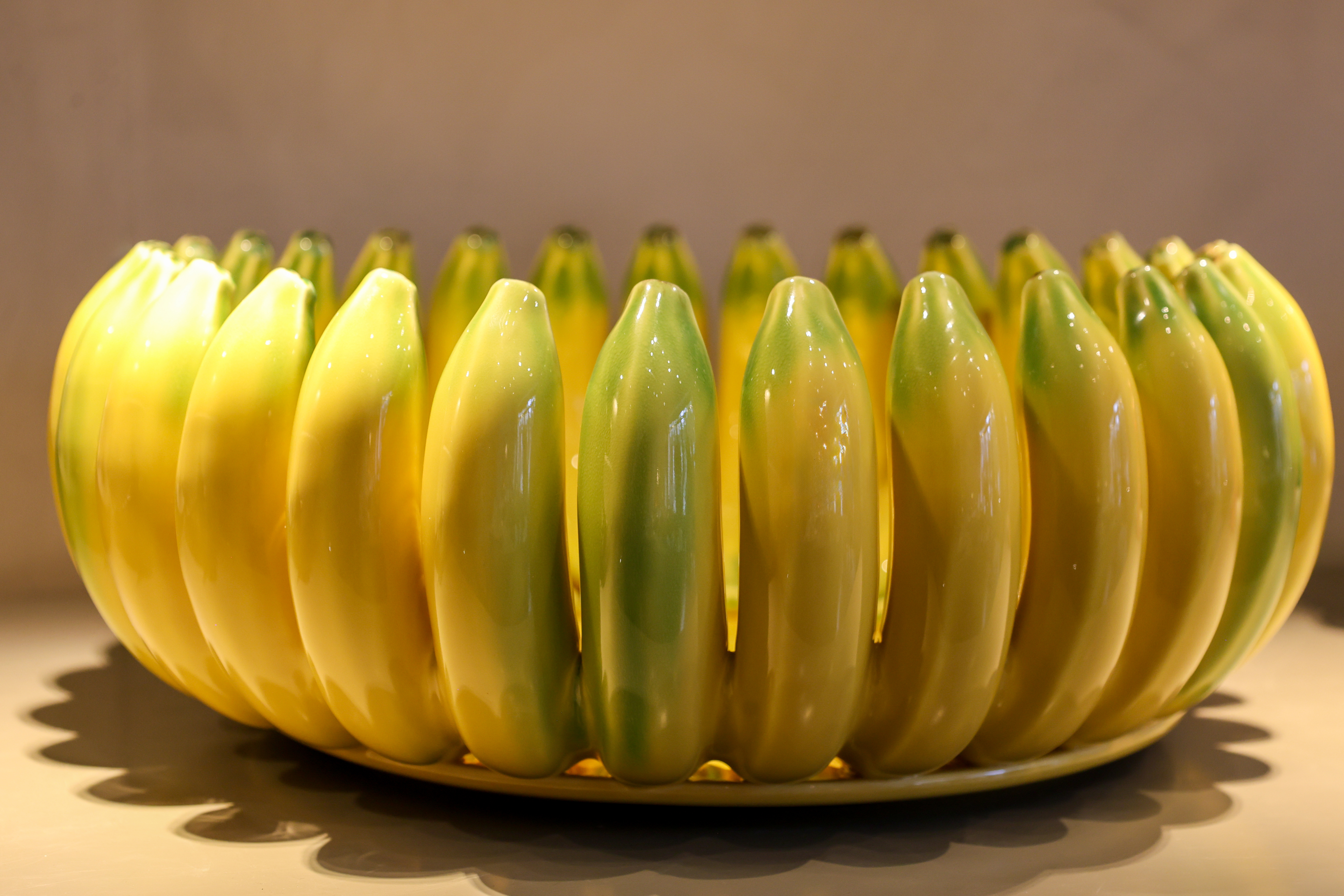
"Banana da Madeira", Vencedor em 2020 do Prêmio Alemão de Design